# Крутильні коливання
Крути́льні колива́ння (англ. torsional vibration) — механічні коливання, при яких пружні елементи зазнають деформації кручення. Вони мають місце в різних машинах з обертовими валами: поршневих машинах, турбінах, електричних генераторах, механічних редукторах, трансмісіях транспортних машин тощо.

## Загальні характеристики
Крутильні коливання виникають у результаті нерівномірності прикладання крутного моменту як рушійних сил, так і сил опору. Нерівномірність крутного моменту викликає нерівномірність зміни кутової швидкості вала, тобто прискорення та уповільнення обертання. Зазвичай вал є чергуванням ділянок з малою масою і пружною податливістю з ділянками з більшою жорсткістю, на яких закріплені значні маси. У кожному перерізі вала буде свій ступінь нерівномірності обертання, оскільки за однаковий проміжок часу маси проходять різні кути і, отже, рухаються з різними швидкостями, що створює перемінне кручення вала і динамічні знакозмінні механічні напруження, переважно дотичні.
При збігу частот власних коливань системи з частотою періодичного крутного моменту рушійних сил і сил опору виникають резонансні коливання. У цьому випадку підвищується рівень динамічних змінних напружень; зростає акустичний шум, що випромінюється машиною при роботі. Динамічні знакозмінні напруження при неправильно обраних (занижених) розмірах вала, недостатній міцності його матеріалу та виникненні резонансу можуть перевищити границю витривалості, що призведе до втоми матеріалу вала та його руйнування.

## Розрахункові залежності

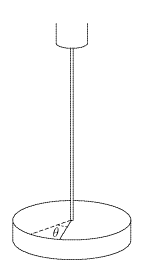
Розрахункова схема крутильного маятника

При розрахунку крутильних коливань валів машин часто користуються розрахунковою схемою з двома дисками, з'єднаними пружним стрижнем, що працює на кручення. І тут власна частота
{\displaystyle f={\frac {1}{2\pi }}{\sqrt {\frac {C\left(I_{1}+I_{2}\right)}{I_{1}\cdot I_{2}}}}},
де {\displaystyle I_{1}} — момент інерції 1-го диска, {\displaystyle I_{2}} — момент інерції 2-го диска, С — крутильна жорсткість стрижня.
Для круглого стрижня діаметром d і довжиною l крутильна жорсткість може бути визначена за:
{\displaystyle C={\frac {\pi d^{4}G}{32l}}},
де G — модуль зсуву.
Складні розрахункові схеми містять більше дисків, з'єднаних стрижнями і утворюють послідовні ланцюги, а іноді — розгалужені та кільцеві структури.
Іншим прикладом прояву крутильних коливань є коливання крутильного маятника, що являє собою диск, закріплений на одному кінці стрижня, який зазнає кручення й жорстко закріпленого протилежним кінцем. Власна частота такого маятника
{\displaystyle f={\frac {1}{2\pi }}{\sqrt {\frac {C}{I}}}},
де I- момент інерції диска.
Прилади з використанням крутильного маятника застосовують для визначення модуля зсуву (модуля пружності другого роду), коефіцієнта внутрішнього тертя твердих матеріалів при зсуві, значення динамічної в'язкості рідини.
Крутильні коливання виникають у різноманітних пружних системах; у деяких випадках можливі спільні коливання з різними видами деформації елементів системи, наприклад, згинально-крутильні коливання. Так, за певних умов польоту під дією аеродинамічних сил іноді виникають згинально-крутильні коливання крила літака (т. з. флатер), які можуть викликати руйнування крила
.